# 1964년 알래스카 지진
1964년 알래스카 지진(1964 Alaskan earthquake) 또는 알래스카 대지진(Great Alaskan earthquake), 성금요일 대지진(Good Friday earthquake)은 1964년 3월 27일 성금요일 오후 5시 36분(AKST)에 발생한 지진이다. 지진으로 지반 균열, 구조물 붕괴, 쓰나미 등이 발생해 미국 알래스카주 중남부 전역에서 131명이 사망하는 피해가 발생했다.
대략 4분 38초동안 지속된 규모 M9.2의 해구형지진은 1900년대 현대적인 지진 관측이 시작된 이래 북아메리카에서 관측한 가장 큰 규모의 지진이자 전 세계에서 2번째로 규모가 큰 지진이다. 약 970 km 길이의 단층이 순간적으로 파열되어 최대 18 m 이동하면서 약 500년간 단층에 쌓였던 응력이 방출되었다. 지진으로 토양액상화, 지반 균열, 산사태, 기타 지반 붕괴로 여러 마을에 큰 구조적 피해가 발생했고 수많은 재산 피해도 이어졌다. 앵커리지에서는 내진 설계가 미흡한 주택, 건물, 기반시설(포장 도로, 보도, 상하수도, 전력망, 기타 시설)이 크게 파괴되거나 손상되었으며 이그니크 수협을 비롯한 곳곳에서 산사태가 발생했다. 앵커리지에서 서남쪽으로 약 320 km 떨어진 코디액섬 일부 지역은 땅이 영구적으로 9 m 정도 융기했다. 앵커리지 동남쪽의 거드우드와 포티지 인근의 터너게인 수협은 8 m 정도 침강해 수워드 고속도로를 지진 이전처럼 새로운 만조 지점으로 높이기 위해 매립과 재건축을 실시했다.
프린스 윌리엄 해협의 포트밸디즈에서는 대규모 해저 산사태가 발생해 밸디즈 항구와 부두가 휩쓸려 무너졌고 정박 중이던 선박 내부에서 32명이 사망하는 사고가 발생했다. 바로 인근의 치니거에서는 8.2 m 높이의 쓰나미가 마을을 덮쳐 마을 주민 68명 중 23명이 사망했으며 생존자들은 해일을 뚫고 고지대로 피했다. 지진 후 이어진 쓰나미는 휘티어, 슈어드, 코디액 등 알래스카의 여러 마을 이외에도 브리티시컬럼비아주, 워싱턴주, 오리건주, 캘리포니아주 곳곳에 인명 피해와 재산 피해를 입혔다. 쓰나미는 멀리 하와이와 일본에도 피해를 입혔다. 또한 플로리다주와 텍사스주에서도 지진과 직접적인 영향이 관측되었다.

## 지진
1964년 3월 27일 오후 5시 36분(알래스카 시각), 프린스 윌리엄 해협의 칼리지피오르 부근에 있는 태평양판과 북아메리카판 사이를 가르는 단층이 파열되었다. 지진의 진앙은 프린스 윌리엄 해협 북쪽 20 km, 앵커리지 동쪽 126 km, 발데즈 서쪽 64 km 지점이다. 진원 깊이는 약 24.9 km이다. 해저 지각이 이동해 최대 높이 67 m의 거대한 쓰나미가 발생하여 수많은 사망자와 재산 피해가 발생했다. 대형 산사태도 발생해 여러 재산 피해가 일어났다. 최대 12 m의 수직 변위가 알래스카주 내 약 26만 km2의 영역에 지각변동 영향을 미쳤다.
지진동 연구 결과 본진의 최대 지반 가속도(PGA)는 0.14~0.18 g로 측정되었다.
알래스카 지진은 해양판이 대륙판 밑으로 가라앉아 만들어진 섭입대에서 일어난 메가스러스트 지진이다. 지진 발생 단층은 압축력으로 형성된 역단층인 알류샨 해구의 알류샨 메가스러스트이다. 이 지진으로 지반이 서로 다른 쪽으로 이동하면서 지반이 고르지 않게 울퉁불퉁해진 지역이 곳곳에 나타났다.

## 지진해일
- Red: 이동 시간 1~4시간
- Yellow: 이동 시간 5~6시간
- Green: 이동 시간 7~14시간
- Blue: 이동 시간 15~21시간

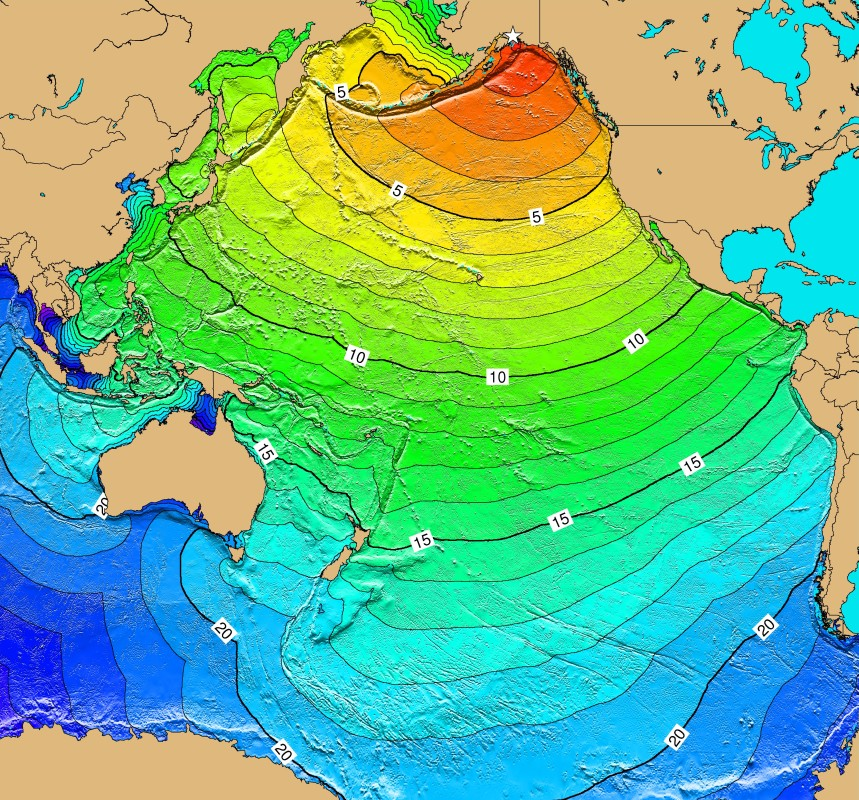
1964년 알래스카 지진에서 만들어진 쓰나미가 시간대별로 전파되는 모습. 쓰나미의 이동 시간은 쓰나미 트레블 타임즈 소프트웨어 v3.1 (P. Wessel)을 이용해 계산했다. 지도에는 쓰나미의 높이나 그 세기는 표시되지 않고 계산한 이동 시간만 표시되어 있다.

이 지진으로 두 가지 유형의 지진해일이 발생했다. 지각이 움직여 만들어진 거대한 해일과 국지적인 소규모 지진해일 20가지가 각각 만들어졌다. 작은 쓰나미는 대부분 수상, 해저 산사태로 만들어졌으며 쓰나미 피해의 대부분을 차지했다. 거대 쓰나미는 페루, 뉴질랜드, 파푸아뉴기니, 일본, 멕시코, 남극을 포함한 20개가 넘는 국가에서 관측되었다. 기록된 가장 큰 쓰나미는 미국 알래스카주 수프만에서 관측된 67 m이다.

## 사상자와 피해

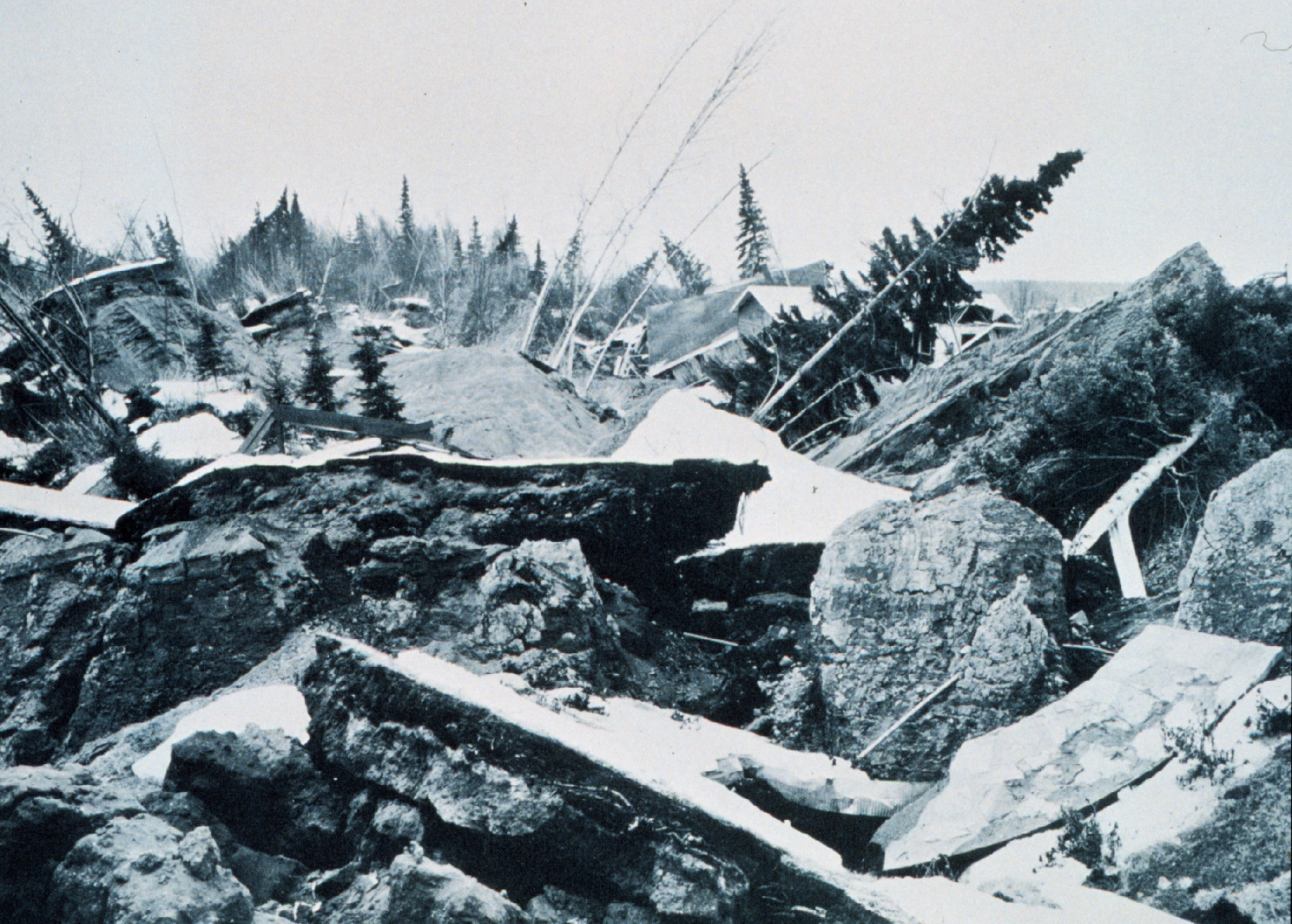
앵커리지에서 발생한 가장 큰 산사태는 이 지진에서 발생한 산사태로, 포인트 워런조프 공원과 피시크릭 사이에 있는 크니크 수협에서 발생한 것으로 인근의 수많은 주택에 피해를 입혔다.

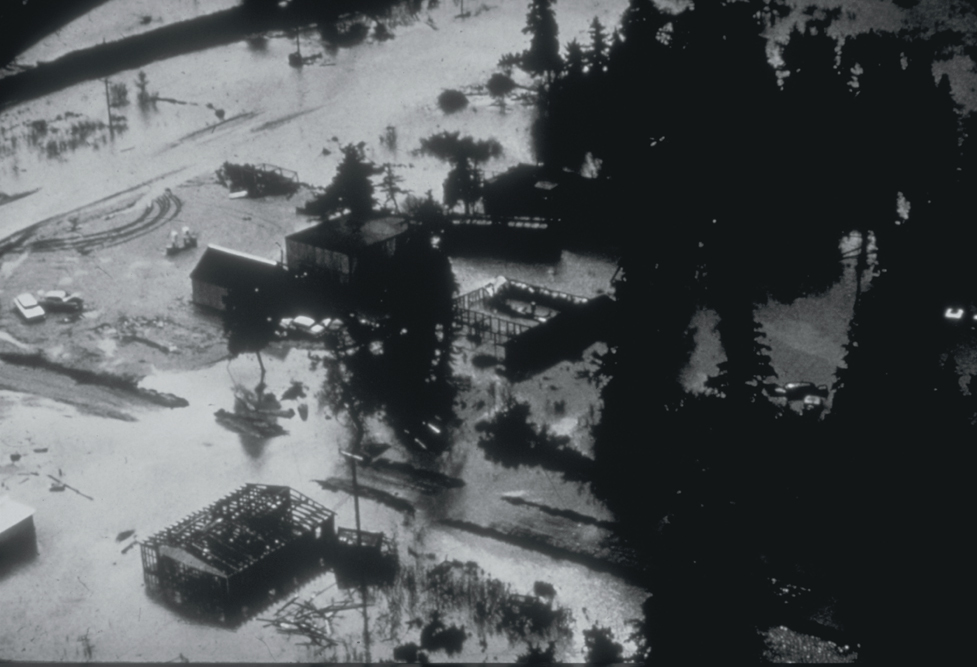
지반 침하로 대부분의 주택이 땅 속에 잠긴 포티지 마을의 모습

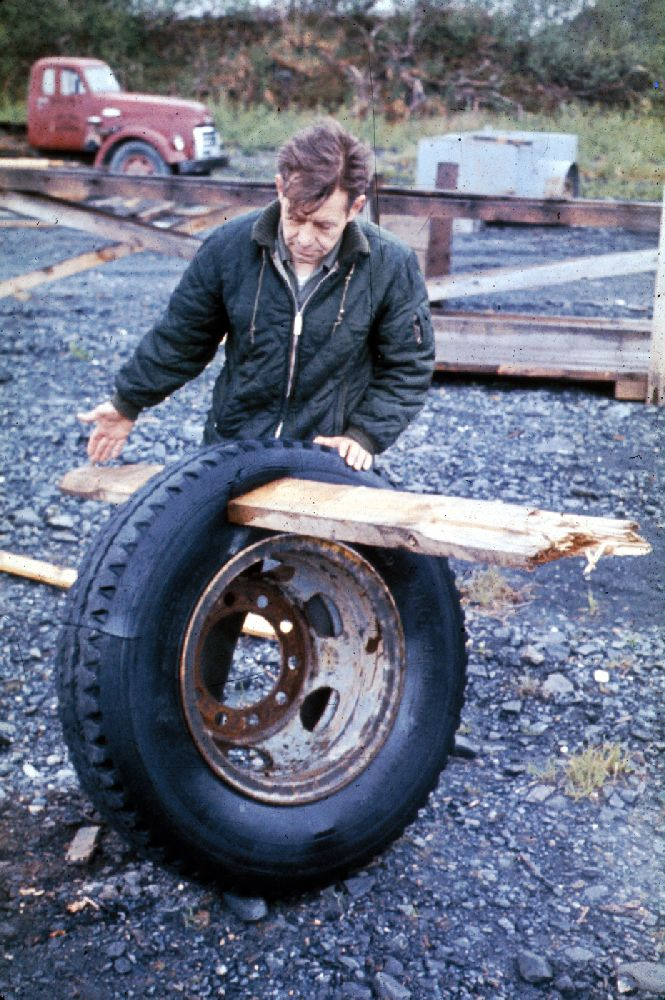
휘티어에 닥친 쓰나미로 판자가 타이어에 박힌 모습

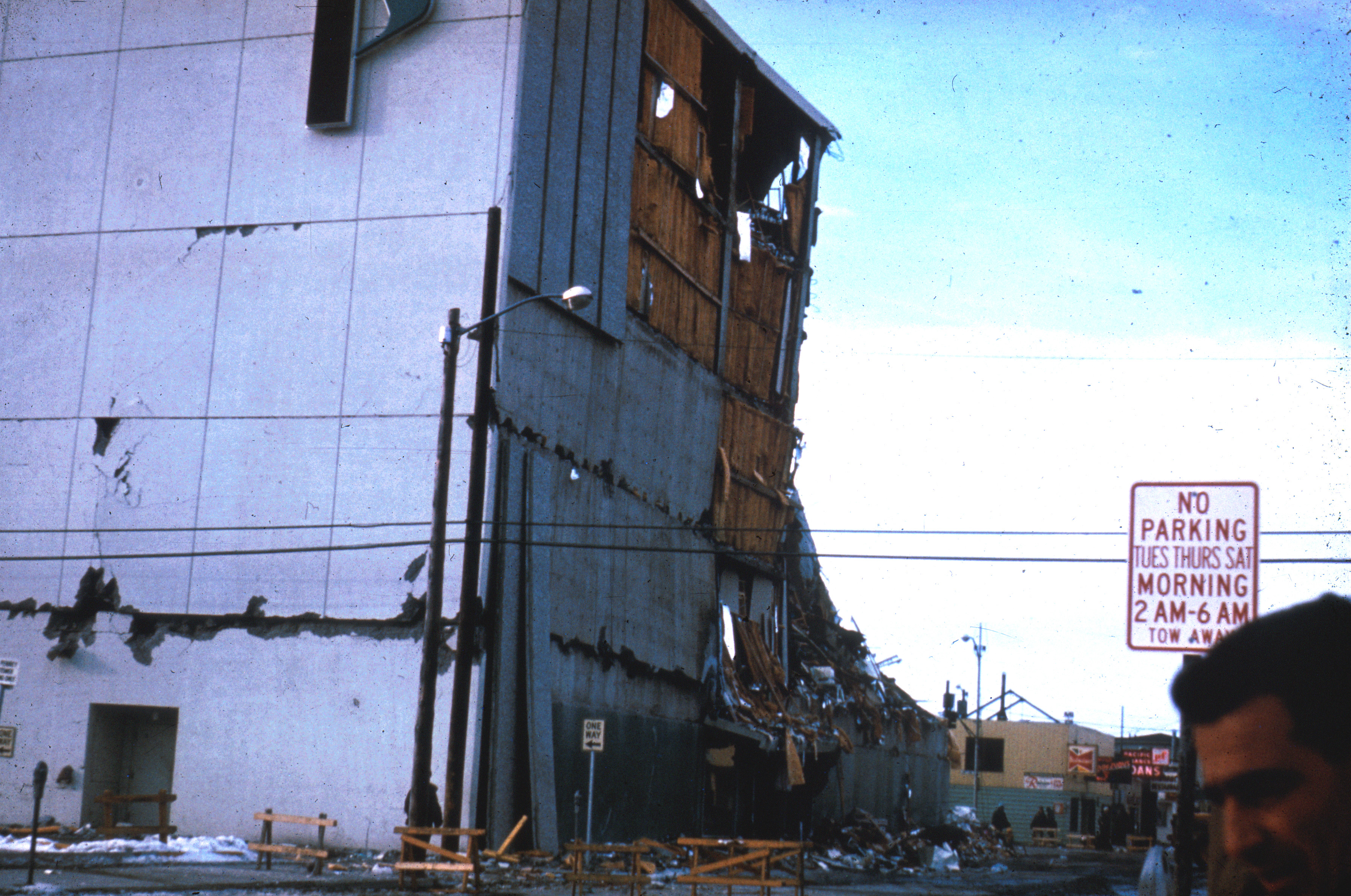
1964년 지진으로 앵커리지에 있는 5층짜리 J. C. 스토어 백화점 건물이 무너진 모습

지진으로 총 131명이 사망했다. 이 중 9명은 지진으로 사망했고 나머지 122명은 전 세계에 닥친 쓰나미로 사망했다. 미국 오리건주에서는 쓰나미로 5명이, 캘리포니아주 크레센트시티에서는 쓰나미로 12명이 사망했다.
지진의 최대진도는 수정 메르칼리 진도 계급 기준 XI로 큰 피해를 입었다. 재산 피해는 당시 기준 1억 1,600만 달러(2019 기준 $9.56억 달러 )이다.

### 앵커리지 지역
대부분의 피해는 진앙에서 서북쪽으로 약 121 km 떨어진 앵커리지에서 발생했다. 앵커리지는 쓰나미 피해를 입진 않았지만 앵커리지 시내가 큰 지진 피해를 입었고 쿡 후미 근처의 "부트레거코브 점토지"에 지어진 도시 일부, 특히 터너게인 지역이 큰 산사태 피해를 입었다. 이 지역은 산사태로 주택 75채가 붕괴되었고 이후 피해 지역은 지진공원으로 재건되었다. 가버먼트힐에 있던 가버먼트힐 학교도 산사태를 맞아 두 개의 잔해로 완전히 사라졌다. 알래스카 철도가 지나가는 십크릭이 내려다보이는 땅에도 산사태가 일어나 앵커리지 시내 수 km2의 건물과 블록이 파괴되었다. 그 외 도시 지역은 경미한 피해만 입었다. 테드 스티븐스 앵커리지 국제공항의 18 m 높이 콘크리트제 관제탑은 지진을 버틸 수 있도록 설계되어 있지 않아 붕괴되었고 지진 발생 당시 관제탑 운영실에서 근무중이었던 연방항공국 항공교통 관제사인 윌리엄 조지 테일러가 사망했다.
서부 10번가에서는 한 집만 주변이 피해를 입었지만 불과 1블록 떨어진 9번가에서는 포시즌스 빌딩이 완공되었으나 내부가 입주는 안 된 상태에서 지진으로 완전히 붕괴되어 콘크리트로 만들어진 엘리베이터 공간만 시소처럼 밖으로 튀어나왔다.
앵커리지 중심부에서 동남쪽으로 약 48 km와 64 km 떨어진 터너게인 수협의 거드우드와 포티지은 침하와 이어진 조수로 물에 잠겨 파괴되었다. 거드우드 마을은 내륙으로 옮겨 재건했고 포티지는 버려졌다. 수워드 고속도로의 32 km 구간은 터너게인 수협의 만조 지점 아래로 내려가버려 고속도로와 교량 구간을 1964~1966년에 위로 다시 들어올려 재건했다.

### 그 외 알래스카 지역
프린스 윌리엄 해협, 케나이반도, 코디액섬 대부분의 해안 마을, 특히 주요 항구인 슈어드, 휘티어, 코디액은 지진 활동, 지반 침하, 지진 이후 쓰나미, 지진으로 발생한 화재 등으로 큰 피해를 입었다. 32명의 사망자가 나온 발데즈는 완전히 파괴되진 않았지만 지진 발생 3년 후 서쪽으로 약 6.4 km 떨어진 고지대로 옮겨 재건했다. 치니거와 어퍼그넥을 포함한 알래스카 원주민 마을도 파괴되거나 큰 피해를 입었다. 지진으로 클리어 공군기지의 탄도 미사일 탐지 레이더가 6분간 작동을 중지했으며 이는 운용 역사상 유일하게 발생한 예상치 못한 레이더 작동 중단이다. 커르더바 인근의 코퍼강을 가로지르는 다리인 밀리언 달러 다리도 피해를 입어 4번째 교각이 주탑에서 미끄러져 무너졌다. 거드우드 지역도 수워드 고속도로 남쪽에 있는 터너게인 수협으로 물이 밀어들어와 고속도로 북쪽의 여러 건물이 침수되거나 파괴되어 고립되었다. 고속도로 바로 옆과 북쪽 일부 땅만 아래로 침하해 지질학자들은 거드우드가 수천년 간 쌓인 퇴적물과 빙하로 덮인 고대의 절벽 위에 세워졌을 것이라 추정했다.

### 캐나다
지진 발생 3시간 후 동남부 알래스카 바로 남쪽에 있는 캐나다 브리티시컬럼비아주 프린스루퍼트에서 4.5 m 높이의 해일이 도달했다. 이후 쓰나미는 벤쿠버섬의 서해안 돌출부에 있는 터피노에 도달해 피오르를 따라 포트앨버르니를 두 번 강타해 주택 55채가 파괴되고 375채 이상이 손상되었다. 핫스프링스코브, 제발러스, 애매이 마을도 약간의 피해를 입었다. 지진으로 발생한 브리티시컬럼비아주의 피해액은 1천만 캐나다 달러(2024 기준 $9900만 캐나다 달러 혹은 2022 기준 $7700만 미국 달러)이다.

### 기타 국가
미국 캘리포니아주 크레센트시티와 인근에서 쓰나미가 닥쳐 12명이 사망했으며, 오리건주에서는 베벌리비치 주립공원의 해안에서 어린이 4명이 쓰나미에 사망했다. 그 외 태평양 북서부 다른 지역과 하와이도 쓰나미 피해를 입었다. 남쪽으로는 로스앤젤레스까지 경미한 보트 피해가 발생했다. 지진의 영향은 동쪽으로는 텍사스주 프리포트까지 조위 계측기가 지진파의 표면파와 유사한 해일이 도달한 것이 기록되었다. 그 외에 영국, 나미비아, 오스트레일리아와 같은 전 세계의 우물에서 세이시가 관측되었다.
지진으로 이어진 쓰나미로 일본 오후나토시에서는 90 cm, 고베항에선 23 cm 등 곳곳에서 쓰나미를 관측했으며 시마반도에서는 쓰나미로 굴 양식장이 바다로 떠내려가는 피해가 있었다.

## 여진
본진 이후 몇 주간 수백 건의 여진이 발생했다. 본진 발생 당일에만 규모 M6.0 이상의 지진이 11차례나 발생했다. 이후 3주간 9번의 여진이 더 발생했다. 지진 발생 후 수 달 동안 수천 차례의 여진이 발생했으며 본진 발생 1년 후에도 작은 규모의 여진이 계속 발생했다.

## 복구와 재건
미국 알래스카주는 인구밀도가 높은 지역에서 대규모 재난을 경험한 적이 없었고 이런 사건의 영향에 대처할 수 있는 자원도 매우 제한적이었다. 앵커리지에서는 지질학자 리디아 셀트레크의 요청으로 앵커리지시와 알래스카주 주택부가 지질학자, 토양과학자, 공학자 등 40명의 과학자로 구성된 연구팀을 구성해 지진으로 발생한 도시 피해를 분석했다. "공학 및 지질학적 평가집단"이라 부른 이 연구팀은 알래스카 앵커리지 대학의 지질학 교수 루트 A. M. 슈미트 박사가 지휘했다. 연구팀은 바로 재건 사업을 시작하러는 지역 내 건설계 및 사업가들과 갈등을 겪었고 과학자들은 재건된 인프라가 안전할 수 있도록 미래에 발생할 수 위험을 평가하고자 했다. 연구팀은 지진 발생 한달이 조금 지난 1964년 5월 8일 보고서를 작성했다.
알래스카주에 대규모로 주둔한 미군도 지진 발생 직후 지원에 나섰다. 알래스카주 주둔 미국 육군은 신속하게 48개 다른 주와 통신을 재개했고 앵커리지 시민을 지원하기 위한 병력을 배치하고 발데즈에는 호송대를 배치했다. 군 및 민간의 조언에 따라 당시 미국 대통령 린든 B. 존슨은 지진 발생 다음 날 알래스카 전역을 재난지역으로 선포했다. 즉각적인 지원 요구에 지원을 위해 미국 해군과 미국 해안경비대가 고립된 해안 마을에 선박을 배치했다. 지진 발생 다음 날은 악천후와 매우 좁은 시야로 항공 구조 및 관측 활동이 큰 어려움을 겪었지만 그 다음 날인 29일 일요일에는 날씨가 개어 구조 헬기와 관측용 항공기가 배치되었다. 또한 군 공수부대가 알래스카로 즉시 보급품을 공수하기 시작했고 총 1,170,000 kg 가량의 식량과 기타 물품을 전달했다. 방송사 저널리스트인 지니 찬스는 앵커리지의 공공대피소 건물 내 임시 사무실에서 24시간 이상 연속으로 앵커리지 대상으로 방송하는 KENI 라디오 전파를 통해 침착하게 복구 및 지원 활동을 지원했다. 앵커리지시 경찰서장은 찬스를 사실상의 공공안전 책임자로 임명했다. 찬스는 규모 M9.2의 지진 이후 지속되는 재난 상황에 대한 속보를 전달했으며 공공 대피소 대변인으로 대응 과정을 조정하고 가용 자원을 지역 사회의 필요와 연결했으며 대피소와 준비된 식량 배급 정보를 전파했으며 생존자들의 안부를 전달했으며 가족의 재회를 도왔다.
이후 장기간에 걸쳐 미국 육군 공병대가 도로를 재건하고 완전히 파괴된 마을을 복구하기 위한 새 마을 건설을 주도했으며 이 과정에서 110억 달러의 비용을 소모했다. 지진 이후 재난에 직접 대응하기 위해 서해안 및 알래스카 지진해일 경보 센터(WCATWC)가 설립되었다. 연방 재난구호기금이 알래스카주의 황폐화된 인프라를 재정적으로 지원했고 재건 비용을 지불해 수억 달러를 지출하여 프루드배이에서 대규모 석유 매장지가 발견되기 전가지 알래스카주의 재정 위기를 지원하는 데 도움이 되었다. 미 국방부의 명령에 따라 알래스카 주방위군은 향후 재난에 대비하기 위한 알래스카 비상대책국을 설치했다.

## 같이 보기
- 2018년 앵커리지 지진
- 1965년 래트 제도 지진
- 해구형 지진 목록
- 1964년 지진
- 알래스카주의 지진 목록
- 미국의 지진 목록

## 참고 문헌
- National Research Council, Committee On The Alaska Earthquake (1971–73). 《The Great Alaska Earthquake Of 1964》. Washington: National Academy of Sciences.
- Geology, Seismology and Geodesy, Hydrology, Biology, Oceanography And Coastal Engineering, Engineering, Human Ecology, Summary and Recommendation